# Moriondo Torinese
Moriondo Torinese é uma comuna italiana da região do Piemonte, província de Turim, com cerca de 763 habitantes. Estende-se por uma área de 6 km², tendo uma densidade populacional de 127 hab/km². Faz fronteira com Moncucco Torinese (AT), Castelnuovo Don Bosco (AT), Mombello di Torino, Buttigliera d'Asti (AT), Riva presso Chieri.

## Demografia
| Variação demográfica do município entre 1861 e 2011                               |
|                                                                                   |
| Fonte: Istituto Nazionale di Statistica (ISTAT) - Elaboração gráfica da Wikipedia |